# Tunnel de Fourvière
 (novembre 2017).
Si vous disposez d'ouvrages ou d'articles de référence ou si vous connaissez des sites web de qualité traitant du thème abordé ici, merci de compléter l'article en donnant les références utiles à sa vérifiabilité et en les liant à la section « Notes et références ».

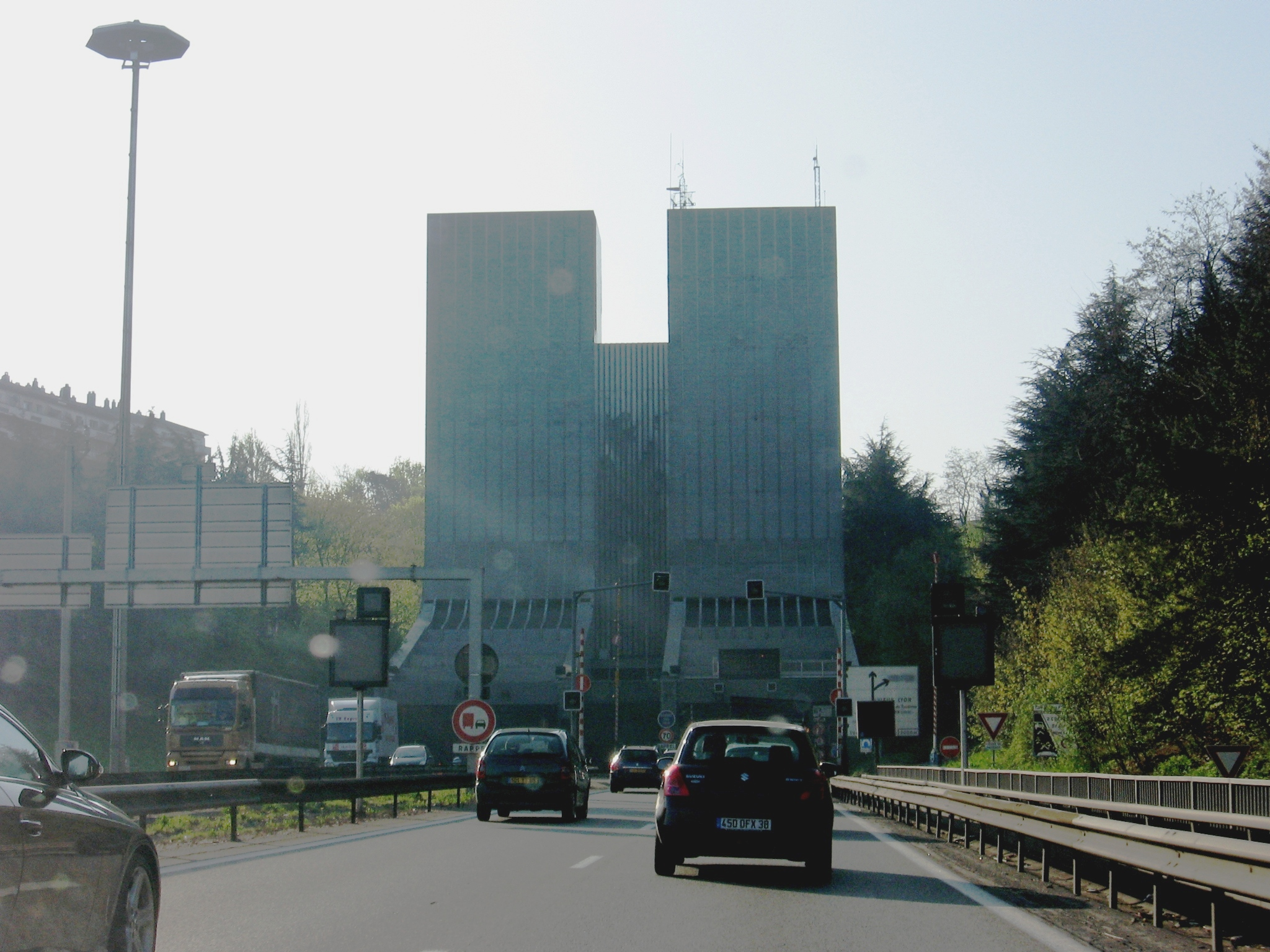
Entrée Nord du tunnel

Le tunnel de Fourvière (ou tunnel sous Fourvière) est un tunnel situé sur la route métropolitaine 6 (ex-A6), en plein cœur de Lyon, d'une longueur de 1 853 mètres  à 2 × 2 voies. Il ne dispose pas de bandes d'arrêt d'urgence (BAU). Il porte le nom de la colline qu'il traverse.

## Localisation
Le tunnel de Fourvière décrit une diagonale Nord-Sud sous la colline de Fourvière (5e arrondissement), l'entrée Nord se trouve à hauteur du quartier de Gorge de Loup et l'entrée Sud débouche au niveau de la Saône, près du quartier de la Quarantaine. 

Localisation du tunnel de Fourvière

## Historique
Le tunnel est inauguré en 1971 et constitue le dernier tronçon ouvert sur l'autoroute A6, donnant liaison directe sur l'A7 vers la vallée du Rhône et Marseille depuis le centre d'échanges de Perrache (point 0). 
Construit sous le mandat du maire de Lyon Louis Pradel, son rôle est alors de créer une voie rapide desservant le centre-ville pour faire séjourner les touristes en transit du nord au sud dans la capitale des Gaules. Il est complémentaire du tunnel de la Croix-Rousse situé dans l'axe de la RN 6.

### Aujourd'hui
Actuellement, ces deux tunnels ne suffisent plus à cette tâche et ont dû être doublés par l'A46 et la Rocade-Est RN 346, l'utilisation de cette dernière devenant de plus en plus obligatoire pour les véhicules poids-lourds de plus de 7,5 tonnes, sauf dérogation pour ceux livrant dans la ville. Un contournement à l'ouest de Lyon (A44), aussi appelé Anneau des Sciences, a longtemps été discuté. Il devait permettre le déclassement du tunnel sous Fourvière en boulevard urbain, reportant entièrement les camions dont le poids dépasse les 5 tonnes sur le contournement. Le projet a finalement été annulé en raison de son coût et de son impact environnemental.

#### Les travaux
Le tunnel de Fourvière est en cours de réhabilitation et de mise aux normes de sécurité depuis 1997, entraînant sa fermeture complète durant certaines nuits et certains week-ends. Il a fallu attendre la possibilité de dévier le trafic arrivant de Paris par le tronçon Nord du Périphérique ouvert cette même année (Porte du Valvert - Porte de Croix-Luizet) pour lancer les travaux.

## Utilisation
Le tunnel impose une vitesse limitée à 70 km/h dans les deux sens. Un radar automatique est situé à l'entrée nord en direction de Marseille.
Le tunnel est connu pour ses embouteillages récurrents, liés à sa situation en zone urbaine et à sa relative étroitesse (seulement deux voies de circulation dans chaque sens).

## Dans la culture

### Au cinéma
- 1973 : L'Horloger de Saint-Paul de Bertrand Tavernier

### Dans la chanson
Le chanteur humoristique français Oldelaf évoque le tunnel dans sa chanson La Tristitude, qui a rencontré un important succès médiatique en 2011 : « La tristitude / C'est franchir le tunnel de Fourvière le 15 août / Quand tu dois aller vivre à Nogent-le-Rotrou / Quand ton coiffeur t'apprend que t'as des reflets roux / Et ça fait mal (…) »